# Estación de Bruselas Sur

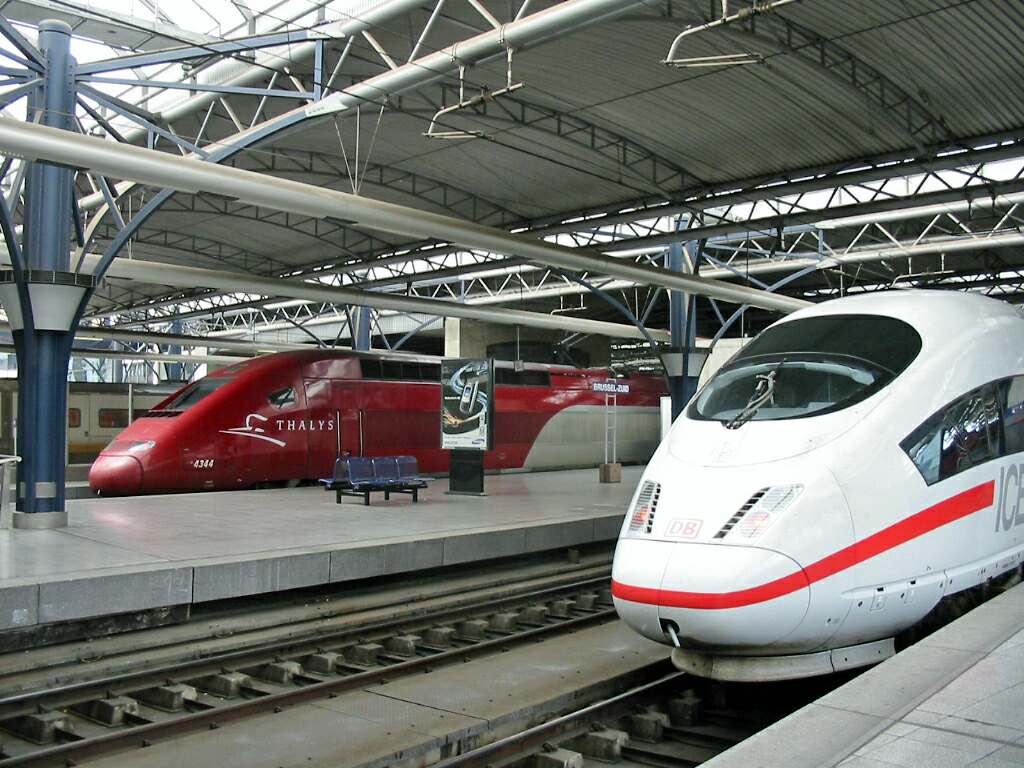
Zona internacional de la estación.

La estación de Bruselas-Sur (en francés y neerlandés: Bruxelles-Midi / Brussel-Zuid) es la estación ferroviaria más grande de la ciudad de Bruselas (Bélgica). La estación también cuenta con una estación de metro llamada Gare du Midi / Zuidstation.

## Historia

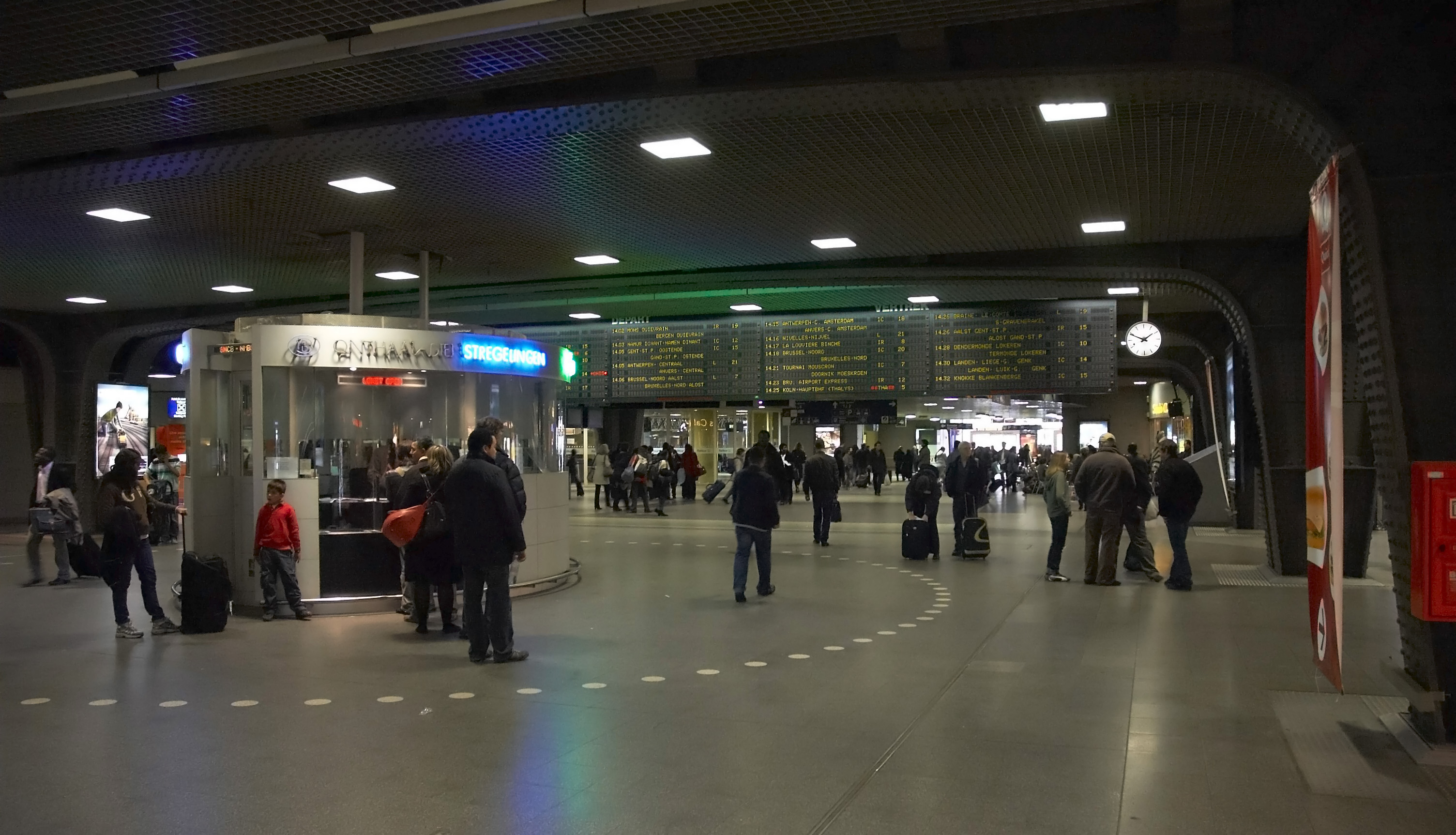
La estación ferroviaria

La estación, diseñada por Payen, abrió sus puertas en 1869, aunque una antigua estación conocida como la estación des Bogards/Bogaardenstation había existido desde 1840 cerca de la Place Rouppeplein en la parte sur de la ciudad. Esta estación fue demolida 29 años después por ser demasiado pequeña.
En 1949 la estación original fue demolida y reemplazada por el actual edificio amarillo, el motivo del cambio fue el proyecto de conexión ferroviaria norte-sur.
La estación está rodeada por la Avenida Fonsnylaan en el este, la Rue de Francia/Frankrijkstraat en el oeste, la Rue Couverte/Bedektestraat en el norte y la Rue des Vétérinaires/Veeartsenstraat en el sur. En la década de 1990 se añadió a lo largo de la Rue de Francia/Frankrijkstraat una nueva terminal para los servicios internacionales Eurostar y Thalys.

## Estación de metro, premetro y cercanías
La estación de metro, cuyo nombre oficial es Gare du Midi/Zuidstation, corresponde a las líneas 2 y 6 del Metro de Bruselas. Se encuentra localizada bajo la Rue Couverte/Overdektestraat. La estación de Premetro fue abierta en 1993 y las redes de metro y premetro (3 y 4) comparten esta estación.
Además, los servicios de tren de cercanías S-Trein numerados S1, S2, S3, S6, S8 y S10 paran en la estación.

## Servicios

### Rutas internacionales
Desde esta estación salen la mayoría de los trenes internacionales:
- Ámsterdam (NS Hispeed y Eurostar)
- París (Eurostar)
- Colonia (Eurostar y ICE)
- Londres (Eurostar)
- Ginebra (Evolyn)